# Zonosaurus
Zonosaurus (Boulenger, 1887) è un genere di sauri scincomorfi della famiglia Gerrhosauridae, diffusi in Madagascar e nelle isole Seychelles.

## Tassonomia
Il genere Zonosaurus comprende le seguenti specie:
- Zonosaurus aeneus (Grandidier, 1872)
- Zonosaurus anelanelany Raselimanana, Raxworthy & Nussbaum, 2000
- Zonosaurus bemaraha Raselimanana, Raxworthy & Nussbaum, 2000
- Zonosaurus boettgeri Steindachner, 1891
- Zonosaurus brygooi Lang & Böhme, 1990
- Zonosaurus haraldmeieri Brygoo & Böhme, 1985
- Zonosaurus karsteni (Grandidier, 1869)
- Zonosaurus laticaudatus (Grandidier, 1869)
- Zonosaurus madagascariensis (Gray, 1831)
- Zonosaurus maramaintso Raselimanana, Nussbaum & Raxworthy, 2006
- Zonosaurus maximus Boulenger, 1896
- Zonosaurus ornatus (Gray, 1831)
- Zonosaurus quadrilineatus (Grandidier, 1867)
- Zonosaurus rufipes (Boettger, 1881)
- Zonosaurus subunicolor (Boettger, 1881)
- Zonosaurus trilineatus Angel, 1939
- Zonosaurus tsingy Raselimanana, Raxworthy & Nussbaum, 2000